# Golpe de Estado em Burquina Fasso em setembro de 2022
Um golpe de Estado ocorreu em Burquina Fasso em 30 de setembro de 2022, removendo o presidente interino Paul-Henri Sandaogo Damiba por sua incapacidade de lidar com uma insurgência islâmica. Damiba havia chegado ao poder em um golpe de Estado apenas oito meses antes. Capitão Ibrahim Traoré assumiu como líder interino.

## Antecedentes
O golpe veio após o golpe de Estado em Burquina Fasso de janeiro de 2022. O golpe de janeiro foi motivado pela incapacidade do governo burquinense de conter a insurgência jihadista em Burquina Fasso. Um grupo de oficiais do exército derrubou o presidente Roch Marc Christian Kaboré, instalando a junta militar do Movimento Patriótico para Salvaguarda e Restauração com Paul-Henri Sandaogo Damiba como seu chefe. O golpe foi inicialmente bem recebido por muitos em Burquina Fasso, já que o governo anterior havia se tornado profundamente impopular devido ao fracasso em lidar com a insurgência.
No entanto, o novo regime também foi incapaz de derrotar os rebeldes e, em vez disso, perdeu ainda mais território para os jihadistas e outros militantes. Em setembro de 2022, quase 40% de Burquina Fasso era controlado por forças não estatais. Enquanto isso, Damiba demitiu seu ministro da defesa e assumiu o cargo ele mesmo. Vários dos oficiais que apoiaram o golpe de janeiro ficaram insatisfeitos com o governo de Damiba, mais tarde alegando que ele não se concentrou o suficiente em derrotar os insurgentes e, em vez disso, perseguiu seus próprios objetivos. Os elementos insatisfeitos, liderados pelo capitão Ibrahim Traoré, lançaram assim seu próprio golpe. O apoio público a Damiba também diminuiu.
Em 26 de setembro, um comboio de suprimentos para a cidade sitiada de Djibo, no norte, foi emboscado por rebeldes, levando à morte de onze soldados burquinenes e ao sequestro de 50 civis. Este evento minou ainda mais a confiança do público no governo de Damiba.

## Eventos
Os eventos começaram no início da manhã, quando tiros e explosões foram ouvidos em várias partes da capital Uagadugu, inclusive no bairro Ouaga 2000, que abriga o quartel-general presidencial e da junta militar. Soldados mascarados organizaram bloqueios no centro da capital. Os confrontos ocorreram em uma base militar, Camp Baba Sy, onde Damiba principalmente residia. Tiros também foram relatados no Palácio Kosyam. A TV estatal saiu do ar. Horas depois, o governo interino admitiu uma "crise interna" dentro do exército e disse que as negociações estavam em andamento para chegar a um acordo. No Facebook, o presidente interino Damiba admitiu que houve uma "mudança de humor entre certos elementos das forças armadas nacionais".
Quando os civis perceberam que estava ocorrendo um golpe, grupos se reuniram na capital para coletar informações ou demonstrar apoio aos golpistas.
À noite, o capitão Traore anunciou que ele e um grupo de oficiais decidiram destituir o presidente interino Damiba devido à sua incapacidade de lidar com a crescente insurgência islâmica no país. Ele impôs um toque de recolher das 21h00 às 05h00, suspendeu todas as atividades políticas e da sociedade civil, fechou todas as fronteiras aéreas e terrestres e suspendeu a constituição de Burquina Fasso.